# Comitato di Hajdú
Il comitato di Hajdú o comitato degli Aiduchi (in ungherese Hajdú vármegye; in tedesco Komitat Heiduck o Heiduckenkomitat; in latino Comitatus Haidonicalis) è stato un antico comitato del Regno d'Ungheria, situato nell'odierna Ungheria orientale. Capoluogo del comitato era la città di Debrecen.

## Geografia fisica
Il comitato degli Aiduchi confinava con gli altri comitati di Borsod, Szabolcs, Bihar, Békés, Jász-Nagykun-Szolnok e Heves. Il suo territorio, costituito dalle fertili terre sulla sponda sinistra del Tibisco, era totalmente pianeggiante e prevalentemente agricolo.

## Storia
Il comitato, uno dei più recenti del Regno d'Ungheria, fu costituito nel 1876 per unione del distretto degli Aiduchi con parti dei comitati di Szabolcs e Bihar e rimase quasi pressoché inalterato fino alla riforma amministrativa ungherese del 1950, anno in cui fu riunito alla parte rimanente del comitato di Bihar (quella che il Trattato del Trianon del 1920 non aveva attribuito alla Romania) per formare la contea di Hajdú-Bihar.